# Mattis Hætta
Mattis Hætta (Masi, 15 de marzo de 1959-9 de noviembre de 2022) fue un cantante noruego de la región de Laponia. Pertenece al pueblo sami.

## Carrera artística
En 1980, él y Sverre Kjelsberg ganaron el Melodi Grand Prix con el tema "Sámiid Ædnan" (Laponia), por lo que representaron a Noruega en el Festival de la Canción de Eurovisión 1980. Su actuación fue un homenaje a Laponia y al pueblo sami, él mismo actuó con el traje de fiesta tradicional de los varones sami.
Su estilo de canción pertenece al estilo yoik (canto tradicional sami), actuando en Alta, Kautokeino y Luleå.

## Discografía
- Sámiid ædnan/Detsikavise, 1980
- Låla, 1981